# Bonde de Manaus
Os Bondes de Manaus foram um sistema de transporte público que serviu a cidade de Manaus entre 1899 e 1957. Em 25 de fevereiro de 1898 foi fundada a companhia americana Manáos Railway Company, em Nova Iorque, que construiu as linhas e inaugurou os bondes elétricos em 1º de agosto de 1899.
A companhia Manáos Railway Company operou os bondes de Manaus até 1907. Em 1908 é trocada a direção do serviço de bondes, assumindo a companhia Manáos Tramways & Light Company Limited, empresa formada por capitais ingleses, cuja sede principal era em Londres. A troca de direção em 1908 se deu em detrimento da Manáos Railway não conseguir atender de maneira eficiente os serviços na cidade, recebendo inúmeras críticas.
O serviço de bondes desempenhou um papel importante na mobilidade urbana de Manaus, sendo o responsável pelo ponto de ligação com os lugares mais distantes do perímetro urbano e criou a possibilidade de deslocamento ágil em curto tempo.

## História

### Antecedentes e fundação
No período provincial, já se discutia a implantação dos bondes em Manaus, apresentando-se as vantagens que esses veículos exerciam no desempenho das modernas sociedades, sendo desse período a aprovação da Lei nº 595, de 1882, que autorizava o presidente da Província a contratar a empresa paraense Almeida & Fialho ou interessada outra para a instalação do sistema de transporte de viação movido por tração animal com “carros americanos sobre trilhos railways e sobre trilhos de sistema Bourgois para carga e passageiros”.
Com o desenvolvimento ocorrido durante o ciclo da borracha, no início do século XX, surgiu a necessidade de se implementar um meio de transporte à altura do progresso da cidade, já que a era dos bondes com tração animal estava no fim. A novidade, na época, nas grande cidades do mundo, era o bonde elétrico. Manaus foi uma das primeiras cidades do Brasil a introduzir a eletricidade na iluminação pública, datada de 1895. Assim, foi possível a instalação do bonde elétrico na cidade, ainda no início da década de 1910. 
O bonde surgiu quando Eduardo Ribeiro ocupava o cargo de Governador do Amazonas. O engenheiro Frank Hirst Habbletwhite foi o vencedor da concorrência pública, promulgada em 24 de agosto de 1895, e assim, assinou o contrato para as construções das linhas, num total de 20 km. Dessa forma, formou-se a empresa Manáos Railway Company que deu início a instalação das linhas na cidade.
Em 24 de fevereiro de 1896 foi efetuada uma inauguração provisória para experiência. Em 1897, conforme relatório de Fileto Pires Ferreira, então governador do Amazonas, a companhia já construíra 16 km de linhas, possuindo então, 16 bondes para cargas e 10 bondes para passeios, transportando assim 171.783 pessoas. O preço de passagens cobrado era de 250 réis.
Ainda segundo o relatório emitido pelo Governo Amazonense, para a movimentação dos bondes, que funcionava das cinco horas da manhã até às vinte e duas horas, foi instalada uma usina hidrelétrica em um dos igarapés da cidade, especificamente na zona sul.

### Primeiros anos
O serviço de transporte de passageiros por bondes em Manaus foi inaugurado em 1 de agosto de 1899. Oficialmente, Manaus foi a terceira cidade do Brasil a inaugurar os serviços de bondes elétricos. Suas linhas de tráfego eram: Flores, com 24 viagens diárias; Plano Inclinado, com 39 viagens diárias; Cachoeirinha, com 67 viagens diárias; Circular, com 16 viagens diárias, e finalmente a linha da Saudade, onde hoje encontra-se a Praça da Saudade com 53 viagens diárias.
O serviço de bondes foi encapado pelo Governo Amazonense em 24 de julho de 1902. O Governo do Amazonas o repassou à firma Travassos e Moranhas, que por sua vez o transferiu para o engenheiro Antonio Lavadeyra. Em 1908, é fundada a Manáos Tramways & Light Company Limited, com concessão para luz e bondes elétricos durante 60 anos a partir de 27 de abril de 1908. Eram seus diretores: James Mitchell, G. M. Both, W.C. Burton e G. Watson. Esta nova empresa absorve a antiga Manáos Railway Company e entra em atividade em 9 de junho de 1909.
Por essa época, o coronel Costa Tapajós, superintendente municipal da cidade, publica as instruções que acompanham o decreto que proibia cuspir e fumar nos bondes dos serviços elétricos, cujas multas cobradas dos infratores seriam revertidas em duas terça partes, para a Santa Casa de Misericórdia instalada em Manaus.

### Crise energética e decadência
Com o início da Primeira Guerra Mundial, de 1914 a 1918, impediu a importação de material, como peças de reposição para os bondes. Isso fez com que esse tipo de transporte entrasse em decadência em diversas cidades do mundo, inclusive em Manaus. O bonde era um meio de transporte barato, consequentemente não rendia muito à concessionária e por isso dificultada à ampliação, além de necessitar de grandes investimentos e importação de materiais.
Ao fim da Segunda Guerra Mundial, que perdurou de 1939 a 1945, os serviços de transporte de bonde decaíram tanto nas cidades brasileiras que, em setembro de 1946, o presidente da República assinou um decreto autorizando a intervenção federal na Manáos Tramways, a fim de assegurar a normalidade dos serviços. Em 1947 foi extinta a intervenção também por decreto presidencial, mas a companhia já se encontrava em uma situação de penúria.
Em 11 de fevereiro de 1950 a Manáos Tramways foi encampada, quando as usinas de produção de energia elétrica já eram obsoletas e insuficientes. Por esse motivo e por economia de energia, os serviços dos bondes foram interrompidos em Manaus.

### Apagão em Manaus
A empresa Serviços Elétrico do Estado do Amazonas, que encorpou a antiga empresa Manaus Tramways, foi obrigada a paralisar por completo a produção de energia elétrica em Manaus, fazendo com que a cidade enfrentasse uma racionalização de energia elétrica e vivesse em plena escuridão por muitos meses. Os bondes foram postos novamente em funcionamento em Manaus, em 1956, através da Companhia de Eletricidade de Manaus. Sobretudo, havia somente nove bondes em tráfego e não existiam possibilidades de compra e reposição de novos carros, além da expansão das linhas.
Além disso, a antiga companhia inglesa ainda lutava nos tribunais pela posse de sua concessão, o que motivou a extinção definitiva dos serviços de bondes em Manaus em 28 de fevereiro de 1957.

### Reativação
Em 27 de novembro de 2024, o prefeito de Manaus, David Almeida, anunciou que os bondes voltarão a circular no Centro Histórico de Manaus. A estação inicial dos bondes será o prédio histórico da Booth Line, que está sendo restaurado. Após quase 70 anos, o serviço reserá reativado em Manaus, segundo a prefeitura. Que irá licitar os trilhos das linhas do bonde.
Manaus foi uma das primeiras cidades do Brasil a implementar o sistema de transporte por bonde, e nós teremos isso de novo aqui. A estação inicial será no Booth Line e passeará pelos principais pontos turísticos do nosso Centro Histórico. — David Almeida

## Exposição

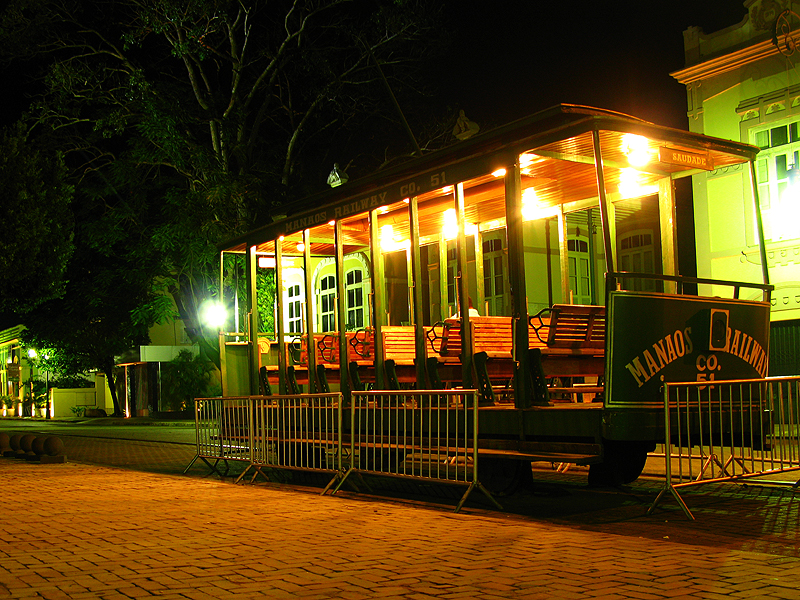
Bonde em exposição no Centro de Manaus.

Após 120 anos, os bondinhos elétricos voltam ao Centro de Manaus. Segundo a Secretaria de Estado de Cultura (SEC), o transporte do século XIX surge com proposta turística em 2017. Trilhos foram encontrados durante obras na Avenida Eduardo Ribeiro.